# 라니냐

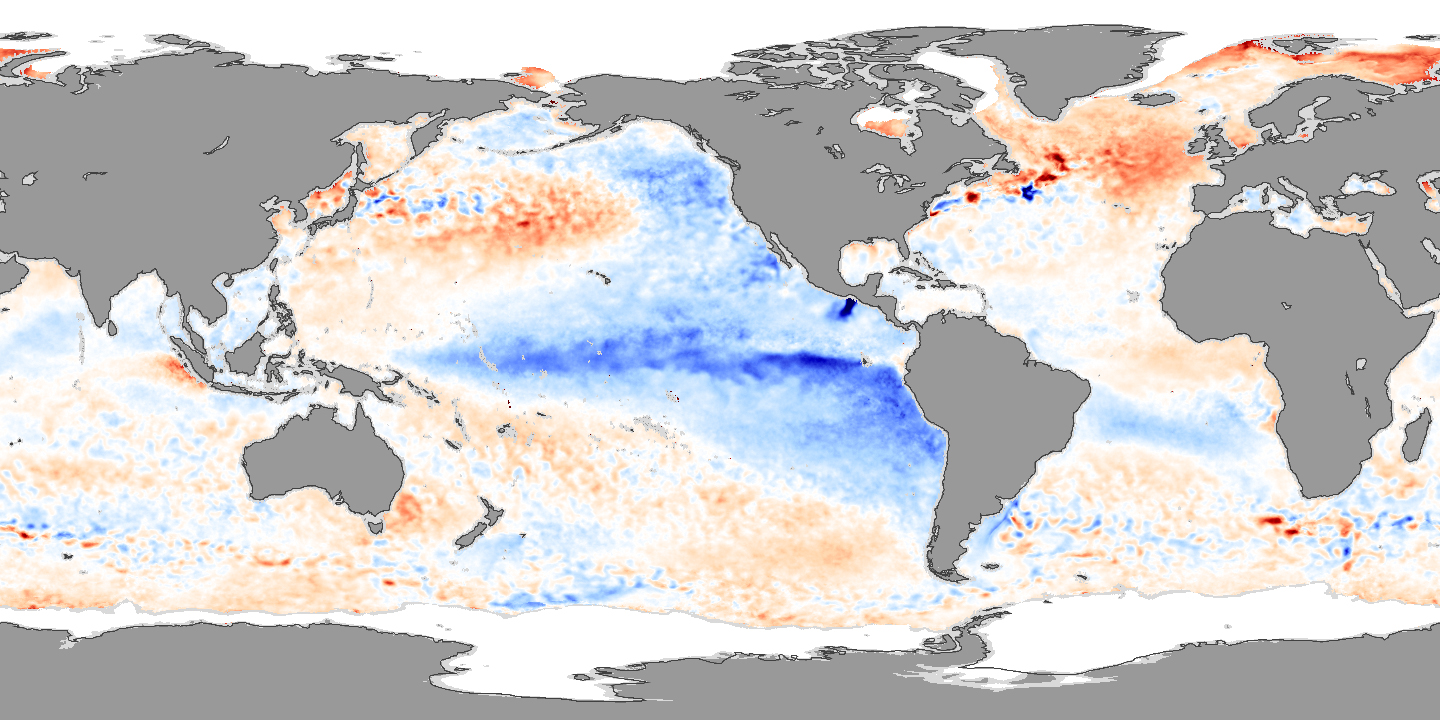
라니냐가 나타난 2007년 12월의 바다 표면 온도 편차

라니냐(스페인어: La Niña)는 ‘여자 아이’를 의미하는 스페인어로, 열대 지방의 태평양에서 발생하는 해수면 온도의 급격한 변화를 의미한다.

## 개요
적도 무역풍이 평년보다 강해져 서태평양의 해수면과 수온이 평년보다 상승하고, 찬 해수의 용승 현상으로 적도 동태평양에 저수온 현상이 나타난다. 엘니뇨와는 반대 현상인 것이다.
열대 중부 지방의 태평양 해수면 온도가 평소(3개월 이동평균한 해수면 온도)에 비해 섭씨 0.5도 이상의 차이가 나게 더 차가운 상태로 5개월 이상의 기간 동안 지속될 때 이 같은 명칭을 사용한다.

## 기상이변
엘니뇨와 마찬가지로 라니냐는 정상의 상태가 아니므로 기상이변을 초래할 수 있다. 여름에 라니냐가 발생하면 동남아시아, 인도, 페루를 비롯한 남미 서해안지역 등에서 저온현상이 나타나는 경향이 있다. 또 호주 북동지역은 반대로 고온현상이 나타날 가능성이 높으며, 인도는 폭우가 늘어날 가능성이 커진다.
겨울철에 발생하면 여름철보다 기후에 미치는 영향이 더 크다. 동남아시아와 브라질 북부 지역은 평년보다 강수량이 늘고, 미국 남부지역은 이상고온 현상이 나타난다. 또 미국 서부와 캐나다 서해안 지역은 기온이 떨어지면서 한파가 늘어나는 경향이 있다. 중국 남부지역은 강수량이 줄어들고 일본은 평년보다 추운 겨울이 나타날 가능성이 높아진다.

## 같이 보기
- 엘니뇨

### 라니냐에 의한 재해
- 2010~2011년 퀸즐랜드 홍수
- 2011년 아프리카의 뿔 가뭄